# Medalla del Servei a Mèxic
La Medalla del Servei a Mèxic (anglès: Mexican Service Medal) és una condecoració de les Forces Armades dels Estats Units, establerta pel Departament de la Guerra el 12 de desembre de 1917.
Era atorgada a tots aquells que van servir contra les forces mexicanes entre el 12 d'abril de 1911 i el 16 de juny de 1919.
S'havia d'haver participat en alguna de les següents campanyes:
- Expedició de Veracruz: 24 d'abril a 26 de novembre de 1914
- Expedició punitiva a Mèxic: 14 de març de 1916 a 7 de febrer de 1917
- Buena Vista: 1 de desembre de 1917
- Canó de San Bernardino: 26 de desembre de 1917
- La Grulla (Texas): 8 i 9 de gener de 1918
- Pilares (Chihuahua): 28 de març de 1918
- Nogales (Arizona): 1 a 5 de novembre de 1915 ó 27 d'agost de 1918
- El Paso (Texas) i Ciudad Juárez (Chihuahua): 15-16 de juny de 1919

També la rebien els membres de la Marina i del Cos de Marines que van participar en les accions, així com en les patrulles a través de les aigües mexicanes, entre el 21 d'abril i el 26 de novembre de 1914, o entre el 14 de març de 1916 i el 7 de febrer de 1917.
Qualsevol soldat que fos ferit o mort mentre participava en accions hostils contra les forces mexicanes entre el 12 d'abril de 1911 i el 7 de febrer de 1917 la rebia automàticament.
La Medalla del Servei a Mèxic només podia concedir-se una única vegada, i no hi havia estrelles de servei autoritzades per a aquells que haguessin participat en diversos enfrontaments. Els membres de l'Exèrcit que haguessin estat citats per valentia en combat estaven autoritzats a lluir la Citació de l'Estrella sobre el galó.
Es creà una medalla similar, la Medalla del Servei a la Frontera de Mèxic, per ser atorgada a les tropes que havien realitzat tasques de suport a les expedicions de combat a Mèxic, però sense sortir del territori dels Estats Units.

## Disseny
Versió Exèrcit: Una medalla circular. A l'anvers apareix una Yucca, amb diverses muntanyes al fons. A la part superior apareix la inscripció "Mexican Service" (Servei a Mèxic), i a la inferior, les dates 1911-1917.
Versió Marina: Una medalla circular. A l'anvers apareix el castell de San Juan de Ulloa, al port de Veracruz. A un anell exterior, a la part superior, apareix la inscripció "Mexico" i a la inferior, les dates 1911-1917, amb branques de cactus enmig.
Penja d'un galó daurat, amb una franja blava al centre. A les vores hi ha una franja verda.